# Privólie
Privólie (en rus: Приволье) és un poble (un possiólok) de l'óblast d'Uliànovsk, a Rússia, que el 2010 tenia 394 habitants. Pertany al districte municipal de Kuzovàtovo.